# 1PW Heavyweight Championship
Il 1PW Heavyweight Championship è stato un titolo di wrestling promosso dalla One Pro Wrestling (1PW), federazione attiva principalmente nel Regno Unito.
Il titolo è stato attivo dal 2006 al 2011, anno della chiusura della federazione, e poi un breve periodo nel 2023, prima che la 1PW cessasse le attività.

## Albo d'oro
| Legenda  |                                                                               |
| -------- | ----------------------------------------------------------------------------- |
| #        | Indica il numero del regno titolato                                           |
| Regno    | Viene indicato il numero del regno del campione                               |
| Data     | La data in cui il titolo è stato vinto                                        |
| Località | Indica il luogo in cui il titolo è stato vinto                                |
| Note     | Indica notizie particolari riguardanti i cambi di titolo o altre informazioni |

| # | Campione              | Regno | Data              | Giorni | Località                   | Evento          | Note | Fonti       |
| - | --------------------- | ----- | ----------------- | ------ | -------------------------- | --------------- | --- | ----------- |
| 1 | Abyss                 | 1     | 4 marzo 2006      | 84     | Doncaster, South Yorkshire | All or Nothing  | In un torneo per decretare il campione inaugurale, sconfiggendo in finale AJ Styles.                                                      | [ 1 ] [ 2 ] |
| 2 | Steve Corino          | 1     | 27 maggio 2006    | 145    | Doncaster, South Yorkshire | Know your Enemy | | [ 3 ]       |
| 3 | Abyss                 | 2     | 19 ottobre 2006   | 86     | Doncaster, South Yorkshire | 1° Anniversary  | Durante questo regno il titolo fu promosso come 1PW World Heavyweight Championship.                                                       | [ 4 ]       |
| — | Vacante               | —     | 13 gennaio 2007   | —      | —                          | —               | Il titolo fu reso vacante per motivi non noti.                                                                                            |             |
| 4 | Ulf Herman            | 1     | 13 gennaio 2007   | 273    | Doncaster, South Yorkshire | Will Not Die    | In un 3-way match per riassegnare il titolo vacante, sconfiggendo Iceman e Jay Phoenix.                                                   | [ 5 ]       |
| 5 | Sterling James Keenan | 1     | 13 ottobre 2007   | 553    | Doncaster, South Yorkshire | 2° Anniversary  | | [ 6 ]       |
| 6 | Martin Stone          | 1     | 18 aprile 2009    | 681    | Doncaster, South Yorkshire | To the Extreme  | | [ 7 ]       |
| — | Vacante               | —     | 28 febbraio 2011  | —      | —                          | —               | Il titolo fu reso vacante per motivi non noti.                                                                                            |             |
| 7 | Lionheart             | 1     | 28 maggio 2011    | 95     | Queensferry, Galles        | The Last Stand  | In un torneo per riassegnare il titolo vacante, sconfiggendo in finale Greg Burridge.                                                     | [ 8 ]       |
| — | Disattivato           | —     | ottobre 2012      | —      | —                          | —               | Il titolo fu disattivato con la chiusura della federazione.                                                                               |             |
| 8 | Will Ospreay          | 1     | 22 aprile 2023    | 146    | Doncaster, South Yorkshire | All or Nothing  | La federazione riaprì e Ospreay vinse un torneo per riassegnare il titolo, sconfiggendo in finale Lance Archer, Cara Noir e Mark Haskins. | [ 9 ]       |
| — | Vacante               | —     | 19 settembre 2023 | —      | —                          | —               | Il titolo fu reso vacante quando Will Ospreay lasciò la 1PW.                                                                              | [ 10 ]      |
| — | Disattivato           | —     | 29 settembre 2023 | —      | —                          | —               | Il titolo fu disattivato con la chiusura della federazione.                                                                               |             |